# Enric de Castella el Senador
Enric de Castella, dit el Senador (6 de març de 1230 – Roa, 11 d'agost de 1303), fou infant de Castella. Era fill del rei Ferran III de Castella i de la seva esposa, la reina Beatriu de Suàbia, germà, per tant, d'Alfons X el Savi.

## Prolèg
Va ser senyor de Biscaia, d'Écija, Roa, Medellín, Almazán, Dueñas, Atienza, Berlanga de Duero, Calatañazor, San Esteban de Gormaz i Morón. Durant el regnat del seu germà, Alfons X de Castella va ser nomenat senador de Roma, d'on prové el sobrenom de el Senador Després de la derrota del bàndol gibel·lí a la batalla de Tagliacozzo, va ser empresonat durant 23 anys per ordre de Carles d'Anjou. Aquest empresonament fou objecte de crítiques en la poesia d'alguns trobadors com Paulet de Marselha, Folquet de Lunèl o Cerverí de Girona. El 1291 va ser alliberat i primer va anar a Tunis amb el seu amic l'emir Abou Hafs, durant tres anys i el 1294 es traslladà al regne de Castella, on el seu nebot, el rei Sanç IV de Castella li concedí el senyoriu de Biscaia.
El 1295, a la mort de Sanç IV, va ser nomenat tutor del rei Ferran IV de Castella durant la seva minoria d'edat la qual va concloure el 1302. Durant aquest període va governar el regne junt amb la reina María de Molina, mare de Ferran IV.

## Biografia
La seva vida fou una sèrie d'inquietuds i turbulències. Després de la mort de Ferran III el 21 de maig de 1252, va ocupar el tron el seu fill primogènit Alfons X dit el Savi: Enric es va revoltar contra ell, però, sen vençut, es va refugiar a Àfrica i va oferir els seus serveis al rei de Tunísia, Oman ben Muley Mostanza. Al cap d'alguns anys, durant els quals va intentar, en va, fomentar disturbis a Castella, l'infant va passar a Itàlia posant-se sota les banderes de Carles I d'Anjou, el seu cosí germà, el qual havia conquerit en aquells temps el regne de Nàpols. Enric va avançar grans sumes a Carles, el qual el va rebre amb els braços oberts i li va recomanar eficaçment al papa Climent IV, suplicant-li que li concedís la corona de Sardenya. La cordialitat no va durar gaire temps; Carles, recelós davant la popularitat de l'infant de Roma, va buscar pretextos per mortificar-lo, es van distanciar, i Enric va jurar venjar-se: va afirmar sòlidament la seva posició a Roma, es va passar al bàndol de Conradí i acollí aquest príncep tributant-li honors imperials.
Mentrestant, l'infant Felip, germà d'Enric i que s'havia refugiat a Àfrica al mateix temps que aquest, va passar a Sicília, d'on va llançar els angevins. Tot i una enèrgica defensa, Carles d'Anjou va derrotar els seus enemics a Tagliacozzo el 12 d'agost de 1268; Conradí i els seus partidaris van ser decapitats a la plaça del mercat de Nàpols el 26 d'octubre, i l'infant tancat en una gàbia de ferro on va gemegar durant alguns anys.
El papa Honori IV li va aixecar l'excomunió, intercedint amb el d'Anjou perquè fos posat en llibertat. Aconseguit això, l'infant va tornar a Castella el 1294, després de quaranta anys d'ostracisme, sent molt ben rebut pel seu nebot Sanç IV dit el Bravo, a la mort del qual es va fer nomenar regent durant la minoria d'edat de Fernando IV, de qui era tutora Maria de Molina, defensant el regne contra l'infant Joan, oncle del rei, contra Dionís I de Portugal, i Muhàmmad II al-Faqih de Granada, contra els nobles rebels Gonzalo i Joan I Nunyez de Lara, i, en fi, contra Jaume el Just. Es va mantenir al poder fins a 1302, any de la majoria de Ferran IV; sempre turbulent, va intentar noves intrigues contra el nou rei, i va morir poc temps després.